# Povodí Chrudimky
Povodí Chrudimky je povodí řeky 2. řádu a je součástí povodí Labe. Tvoří je oblast, ze které do řeky Chrudimky přitéká voda buď přímo nebo prostřednictvím jejich přítoků. Jeho hranici tvoří rozvodí se sousedními povodími. Na jihu je to povodí Svratky, na východě povodí Loučné a na západě povodí Doubravy a severu povodí menších přítoků Labe. Nejvyšším bodem povodí je s nadmořskou výškou 805,7 m Šindelný vrch v Žďárských vrších. Rozloha povodí je 866,21 km² a nachází se zcela na území Česka.

## Správa povodí
Na území Česka se správou povodí zabývá státní podnik Povodí Labe, závod Pardubice, provozní středisko Pardubice.

## Dílčí povodí
| povodí                      | rozloha km² | nejvyšší bod | nadm.výška m | odtékající řeka   | průtok v ústí m³/s |
| --------------------------- | ----------- | ------------ | ------------ | ----------------- | ------------------ |
| Povodí Novohradky           | 49,2        | …            | …            | Novohradka        | 2,52               |
| Povodí Dlouhého potoka      | 19,8        | …            | …            | Dlouhý potok      | …                  |
| Povodí Okrouhlického potoka | 8,9         | …            | …            | Okrouhlický potok | 0,16               |
| Povodí Slubice              | 6,3         | …            | …            | Slubice           | 0,32               |